# Lobosocytheropteron sinensis
Lobosocytheropteron sinensis is een mosselkreeftjessoort uit de familie van de Cytheruridae. De wetenschappelijke naam van de soort is voor het eerst geldig gepubliceerd door Hao.